# AZS Olsztyn w sezonie 2021/2022

## Transfery

### Przyszli
| Imię i nazwisko   | Poprzedni klub                       |
| ----------------- | ------------------------------------ |
| Torey DeFalco     | Tonno Callipo Calabria Vibo Valentia |
| Taylor Averill    | AS Cannes                            |
| Mejsam Salehi     | Szahrdari Urmia                      |
| Karol Butryn      | Asseco Resovia Rzeszów               |
| Jan Firlej        | GKS Katowice                         |
| Jan Król          | Projekt Warszawa                     |
| Szymon Jakubiszak | Cuprum Lubin                         |
| Mateusz Poręba    | Vero Volley Monza                    |
| Dawid Siwczyk     | STS Olimpia Sulęcin                  |
| Karol Jankiewicz  | BAS Białystok                        |
| w trakcie sezonu  |                                      |
| Redi Bakiri       | Budva                                |

### Odeszli
| Imię i nazwisko    | Lata gry w klubie | Nowy klub                          |
| ------------------ | ----------------- | ---------------------------------- |
| Javier Concepción  | 2020 – 2021       | Stade Poitevin Poitiers            |
| Dmytro Teriomenko  | 2020 – 2021       | Tours VB                           |
| Ruben Schott       | 2020 – 2021       | Berlin Recycling Volleys           |
| Damian Schulz      | 2020 – 2021       | PGE Skra Bełchatów                 |
| Remigiusz Kapica   | 2019 – 2021       | Cuprum Lubin                       |
| Wojciech Żaliński  | 2019 – 2021       | Grupa Azoty ZAKSA Kędzierzyn-Koźle |
| Dawid Woch         | 2020 – 2021       | eWinner Gwardia Wrocław            |
| Nikodem Wolański   | 2021              | Al-Wakrah SC                       |
| Przemysław Stępień | 2020 – 2021       | Cuprum Lubin                       |
| Jakub Czerwiński   | 2020 – 2021       | KKS Mickiewicz Kluczbork           |
| w trakcie sezonu   |                   |                                    |
| Mejsam Salehi      | 2021              | bez klubu                          |

## Drużyna

### Sztab
| Pierwszy trener                 | Marco Bonitta (do 10.12.2021) Javier Weber (od 18.12.2021) |
| Asystenci trenera               | Marcin Mierzejewski Matteo Bologna                         |
| Statystyk                       | Mateusz Nykiel                                             |
| Trener przygotowania fizycznego | Grzegorz Krzan                                             |
| Fizjoterapeuci                  | Paweł Jaguszewski Paweł Ciesiun                            |
| Lekarz                          | Wojciech Remiszewski                                       |

### Zawodnicy
| Nr | Imię i nazwisko               | Data ur.   | Wzrost | Pozycja      |
| -- | ----------------------------- | ---------- | ------ | ------------ |
| 1  | Karol Jankiewicz              | 21.02.1996 | 185    | rozgrywający |
| 3  | Jędrzej Gruszczyński          | 13.11.1997 | 186    | libero       |
| 4  | Jan Król                      | 23.08.1989 | 198    | atakujący    |
| 5  | Jan Firlej                    | 26.09.1996 | 188    | rozgrywający |
| 6  | Robbert Andringa              | 28.04.1990 | 192    | przyjmujący  |
| 7  | Dawid Siwczyk                 | 13.06.1993 | 193    | środkowy     |
| 9  | Szymon Jakubiszak             | 13.02.1998 | 208    | środkowy     |
| 10 | Mejsam Salehi (do 17.12.2021) | 17.11.1998 | 198    | przyjmujący  |
| 11 | Torey DeFalco                 | 10.04.1997 | 198    | przyjmujący  |
| 13 | Taylor Averill                | 05.03.1992 | 201    | środkowy     |
| 15 | Jakub Ciunajtis               | 06.09.1998 | 177    | libero       |
| 16 | Mateusz Poręba                | 24.08.1999 | 203    | środkowy     |
| 17 | Redi Bakiri (od 28.01.2022)   | 22.07.2000 | 194    | przyjmujący  |
| 18 | Wiktor Janiszewski            | 01.03.2002 | 194    | przyjmujący  |
| 21 | Karol Butryn                  | 18.06.1993 | 193    | atakujący    |

## Mecze w PlusLidze

### Faza zasadnicza
| 02.10.2021 | Indykpol AZS Olsztyn | 0:3 (22:25, 18:25, 20:25) | Asseco Resovia Rzeszów | Hala SW, Iława |  |
| 14:45      | Wyjściowe ustawienie: Torey DeFalco 9 pkt Karol Butryn 9 pkt Szymon Jakubiszak 3 pkt Taylor Averill 2 pkt Robbert Andringa 1 pkt Jan Firlej 0 pkt Jędrzej Gruszczyński (L) Zmiany: Mejsam Salehi 7 pkt Jan Król 6 pkt Dawid Siwczyk 1 pkt Karol Jankiewicz 0 pkt Jakub Ciunajtis (L) | statystyki                | Wyjściowe ustawienie: 14 pkt Sam Deroo 10 pkt Klemen Čebulj 8 pkt Maciej Muzaj 5 pkt Bartłomiej Krulicki 4 pkt Jan Kozamernik 3 pkt Fabian Drzyzga (L) Paweł Zatorski Zmiany: 3 pkt Jakub Bucki 2 pkt Nicolas Szerszeń 0 pkt Paweł Woicki 0 pkt Timo Tammemaa | Sędzia I: Maciej Twardowski Sędzia II: Bartłomiej Adamczyk Komisarz: Bogusław Kawiak Widzów: 1499 MVP: Fabian Drzyzga |  |

| 10.10.2021 | PGE Skra Bełchatów | 3:2 (25:16, 25:22, 23:25, 17:25, 15:10) | Indykpol AZS Olsztyn | Hala Energia, Bełchatów |  |
| 17:30      | Wyjściowe ustawienie: Aleksandar Atanasijević 22 pkt Milad Ebadipur 15 pkt Dick Kooy 14 pkt Mateusz Bieniek 10 pkt Karol Kłos 9 pkt Grzegorz Łomacz 0 pkt Kacper Piechocki (L) Zmiany: Mikołaj Sawicki 0 pkt Damian Schulz 0 pkt Mihajlo Mitić 0 pkt | statystyki                              | Wyjściowe ustawienie: 25 pkt Karol Butryn 15 pkt Torey DeFalco 12 pkt Taylor Averill 10 pkt Robbert Andringa 10 pkt Mateusz Poręba 1 pkt Karol Jankiewicz (L) Jędrzej Gruszczyński Zmiany: 1 pkt Jan Firlej 1 pkt Mejsam Salehi 0 pkt Jan Król | Sędzia I: Maciej Twardowski Sędzia II: Maciej Kolendowski Komisarz: Marek Kwieciński Widzów: 1138 MVP: Aleksandar Atanasijević |  |

| 17.10.2021 | Ślepsk Malow Suwałki | 0:3 (29:31, 21:25, 26:28) | Indykpol AZS Olsztyn | Suwałki Arena, Suwałki                                                                                           |  |
| 20:30      | Wyjściowe ustawienie: Bartłomiej Bołądź 17 pkt Piotr Łukasik 8 pkt Adrian Buchowski 8 pkt Andreas Takvam 4 pkt Cezary Sapiński 4 pkt Joshua Tuaniga 4 pkt Mateusz Czunkiewicz (L) Zmiany: Paweł Halaba 5 pkt Kévin Klinkenberg 1 pkt Łukasz Makowski 0 pkt Jakub Ziobrowski 0 pkt Łukasz Rudzewicz 0 pkt Przemysław Smoliński 0 pkt | statystyki                | Wyjściowe ustawienie: 20 pkt Torey DeFalco 17 pkt Karol Butryn 7 pkt Robbert Andringa 7 pkt Taylor Averill 7 pkt Mateusz Poręba 0 pkt Jan Firlej (L) Jędrzej Gruszczyński Zmiany: 5 pkt Mejsam Salehi 0 pkt Jan Król | Sędzia I: Sławomir Gołąbek Sędzia II: Szymon Pindral Komisarz: Grzegorz Szewczyk Widzów: 1326 MVP: Torey DeFalco |  |

| 24.10.2021 | Indykpol AZS Olsztyn | 3:0 (25:18, 25:20, 25:23) | Aluron CMC Warta Zawiercie | Hala SW, Iława                                                                                             |  |
| 17:30      | Wyjściowe ustawienie: Torey DeFalco 18 pkt Karol Butryn 18 pkt Mateusz Poręba 7 pkt Robbert Andringa 6 pkt Taylor Averill 6 pkt Jan Firlej 1 pkt Jędrzej Gruszczyński (L) Zmiany: Mejsam Salehi 3 pkt Jan Król 0 pkt Szymon Jakubiszak 0 pkt | statystyki                | Wyjściowe ustawienie: 16 pkt Facundo Conte 11 pkt Uroš Kovačević 9 pkt Dawid Konarski 4 pkt Miłosz Zniszczoł 4 pkt Wiktor Rajsner 1 pkt Maximiliano Cavanna (L) Michał Żurek Zmiany: 1 pkt Mateusz Malinowski 0 pkt Dominik Depowski 0 pkt Miguel Tavares | Sędzia I: Marek Heyducki Sędzia II: Piotr Skowroński Komisarz: Jerzy Kajzer Widzów: 1250 MVP: Karol Butryn |  |

| 31.10.2021 | GKS Katowice | 0:3 (16:25, 17:25, 20:25) | Indykpol AZS Olsztyn | Hala Szopienice, Katowice                                                                               |  |
| 20:30      | Wyjściowe ustawienie: Damian Domagała 11 pkt Kamil Drzazga 7 pkt Damian Kogut 7 pkt Jakub Lewandowski 4 pkt Jakub Szymański 2 pkt Jakub Nowosielski 1 pkt Bartosz Mariański (L) Zmiany: Dawid Ogórek 4 pkt | statystyki                | Wyjściowe ustawienie: 16 pkt Karol Butryn 13 pkt Torey DeFalco 9 pkt Mateusz Poręba 8 pkt Taylor Averill 2 pkt Jan Firlej 1 pkt Robbert Andringa (L) Jędrzej Gruszczyński Zmiany: 6 pkt Mejsam Salehi 0 pkt Szymon Jakubiszak | Sędzia I: Damian Lic Sędzia II: Mariusz Gadzina Komisarz: Albert Semeniuk Widzów: 286 MVP: Karol Butryn |  |

| 05.11.2021 | LUK Lublin | 2:3 (25:21, 20:25, 21:25, 25:20, 12:15) | Indykpol AZS Olsztyn | Hala Globus, Lublin                                                                                                 |  |
| 20:30      | Wyjściowe ustawienie: Wojciech Włodarczyk 24 pkt Jakub Wachnik 15 pkt Bartosz Filipiak 15 pkt Jan Nowakowski 6 pkt Wojciech Sobala 5 pkt Igor Gniecki 2 pkt Dustin Watten (L) Zmiany: Szymon Romać 3 pkt Grzegorz Pająk 3 pkt Jakub Peszko 0 pkt | statystyki                              | Wyjściowe ustawienie: 27 pkt Torey DeFalco 22 pkt Karol Butryn 9 pkt Robbert Andringa 9 pkt Taylor Averill 6 pkt Mateusz Poręba 3 pkt Jan Firlej (L) Jędrzej Gruszczyński Zmiany: 5 pkt Mejsam Salehi 0 pkt Jan Król 0 pkt Szymon Jakubiszak | Sędzia I: Wojciech Maroszek Sędzia II: Bartłomiej Adamczyk Komisarz: Paweł Kuciński Widzów: 2088 MVP: Torey DeFalco |  |

| 15.11.2021 | Indykpol AZS Olsztyn | 3:0 (25:20, 25:21, 25:17) | Cuprum Lubin | Hala SW, Iława |  |
| 17:30      | Wyjściowe ustawienie: Torey DeFalco 19 pkt Karol Butryn 18 pkt Robbert Andringa 6 pkt Szymon Jakubiszak 6 pkt Mateusz Poręba 3 pkt Jan Firlej 2 pkt Jędrzej Gruszczyński (L) Zmiany: Jan Król 0 pkt | statystyki                | Wyjściowe ustawienie: 9 pkt Wojciech Ferens 9 pkt Remigiusz Kapica 5 pkt Marcin Waliński 4 pkt Florian Krage 0 pkt Dawid Gunia 0 pkt Masahiro Sekita (L) Kamil Szymura Zmiany: 5 pkt Paweł Pietraszko 2 pkt Kamil Maruszczyk 0 pkt Przemysław Stępień (L) Maciej Sas | Sędzia I: Maciej Kolendowski Sędzia II: Tomasz Flis Komisarz: Bogusław Pachniewicz Widzów: 1070 MVP: Torey DeFalco |  |

| 20.11.2021 | Cerrad Enea Czarni Radom | 0:3 (23:25, 23:25, 23:25) | Indykpol AZS Olsztyn | Hala MOSiR, Radom                                                                                              |  |
| 20:30      | Wyjściowe ustawienie: Aleksander Berger 10 pkt Paweł Rusin 9 pkt Bartłomiej Lemański 5 pkt Rafał Faryna 3 pkt Michael Parkinson 3 pkt Michał Kędzierski 1 pkt Mateusz Masłowski (L) Zmiany: Daniel Gąsior 6 pkt Wiktor Nowak 5 pkt Bartosz Firszt 0 pkt José Ademar Santana 0 pkt | statystyki                | Wyjściowe ustawienie: 23 pkt Karol Butryn 16 pkt Torey DeFalco 7 pkt Robbert Andringa 6 pkt Szymon Jakubiszak 3 pkt Mateusz Poręba 2 pkt Jan Firlej (L) Jędrzej Gruszczyński Zmiany: 1 pkt Dawid Siwczyk 0 pkt Jan Król 0 pkt Mejsam Salehi | Sędzia I: Sławomir Gołąbek Sędzia II: Paweł Ignatowicz Komisarz: Bogusław Kawiak Widzów: 700 MVP: Karol Butryn |  |

| 28.11.2021 | Indykpol AZS Olsztyn | 3:2 (25:23, 20:25, 20:25, 25:13, 15:13) | PSG Stal Nysa | Hala SW, Iława |  |
| 17:30      | Wyjściowe ustawienie: Torey DeFalco 26 pkt Karol Butryn 20 pkt Taylor Averill 11 pkt Robbert Andringa 9 pkt Mateusz Poręba 5 pkt Jan Firlej 2 pkt Jędrzej Gruszczyński (L) Zmiany: Karol Jankiewicz 0 pkt Jan Król 0 pkt Szymon Jakubiszak 0 pkt | statystyki                              | Wyjściowe ustawienie: 27 pkt Wassim Ben Tara 14 pkt Kamil Dębski 13 pkt Kamil Kwasowski 9 pkt Moustapha M’Baye 7 pkt Mitchell Stahl 3 pkt Marcin Komenda (L) Kamil Dembiec Zmiany: 1 pkt Patryk Szwaradzki 0 pkt Michał Ruciak 0 pkt Patryk Szczurek | Sędzia I: Jarosław Makowski Sędzia II: Marek Heyducki Komisarz: Monika Gorszyniecka Widzów: 1050 MVP: Torey DeFalco |  |

| 04.12.2021 | Indykpol AZS Olsztyn | 0:3 (21:25, 18:25, 20:25) | Jastrzębski Węgiel | Hala SW, Iława                                                                                                   |  |
| 14:45      | Wyjściowe ustawienie: Mateusz Poręba 12 pkt Torey DeFalco 10 pkt Robbert Andringa 7 pkt Szymon Jakubiszak 7 pkt Karol Butryn 6 pkt Jan Firlej 1 pkt Jędrzej Gruszczyński (L) Zmiany: Jan Król 3 pkt Dawid Siwczyk 0 pkt Jakub Ciunajtis 0 pkt | statystyki                | Wyjściowe ustawienie: 21 pkt Jan Hadrava 11 pkt Trévor Clévenot 10 pkt Tomasz Fornal 5 pkt Jurij Hładyr 4 pkt Łukasz Wiśniewski 3 pkt Benjamin Toniutti (L) Jakub Popiwczak Zmiany: 1 pkt Rafał Szymura 0 pkt Eemi Tervaportti | Sędzia I: Szymon Pindral Sędzia II: Maciej Twardowski Komisarz: Andrzej Wołkowycki Widzów: 1250 MVP: Jan Hadrava |  |

| 10.12.2021 | Grupa Azoty ZAKSA Kędzierzyn-Koźle | 3:0 (25:23, 25:20, 25:16) | Indykpol AZS Olsztyn | Hala Azoty, Kędzierzyn-Koźle                                                                        |  |
| 20:30      | Wyjściowe ustawienie: Kamil Semeniuk 15 pkt Aleksander Śliwka 14 pkt Łukasz Kaczmarek 10 pkt Norbert Huber 9 pkt Krzysztof Rejno 8 pkt Marcin Janusz 2 pkt Erik Shoji (L) Zmiany: Bartłomiej Kluth 0 pkt | statystyki                | Wyjściowe ustawienie: 13 pkt Karol Butryn 11 pkt Torey DeFalco 8 pkt Mateusz Poręba 5 pkt Robbert Andringa 1 pkt Taylor Averill 0 pkt Jan Firlej (L) Jędrzej Gruszczyński Zmiany: 0 pkt Jan Król 0 pkt Szymon Jakubiszak | Sędzia I: Marek Budzik Sędzia II: Piotr Król Komisarz: Jerzy Zwierko Widzów: 650 MVP: Marcin Janusz |  |

| 19.12.2021 | Projekt Warszawa | 3:2 (21:25, 25:14, 23:25, 25:14, 15:08) | Indykpol AZS Olsztyn | Arena Ursynów, Warszawa                                                                                                 |  |
| 14:45      | Wyjściowe ustawienie: Bartosz Kwolek 27 pkt Dušan Petković 17 pkt Piotr Nowakowski 7 pkt Andrzej Wrona 6 pkt Igor Grobelny 6 pkt Ángel Trinidad de Haro 1 pkt Damian Wojtaszek (L) Zmiany: Jay Blankenau 8 pkt Jan Fornal 8 pkt Michał Superlak 1 pkt | statystyki                              | Wyjściowe ustawienie: 15 pkt Robbert Andringa 15 pkt Karol Butryn 13 pkt Mateusz Poręba 12 pkt Szymon Jakubiszak 5 pkt Wiktor Janiszewski 4 pkt Jan Firlej (L) Jakub Ciunajtis Zmiany: 2 pkt Karol Jankiewicz 2 pkt Jan Król 0 pkt Jędrzej Gruszczyński 0 pkt Taylor Averill | Sędzia I: Maciej Maciejewski Sędzia II: Bartłomiej Adamczyk Komisarz: Grzegorz Szewczyk Widzów: 986 MVP: Bartosz Kwolek |  |

| 05.01.2022 | Asseco Resovia Rzeszów | 3:0 (31:29, 25:22, 25:14) | Indykpol AZS Olsztyn | Hala Podpromie, Rzeszów                                                                                             |  |
| 17:30      | Wyjściowe ustawienie: Maciej Muzaj 12 pkt Sam Deroo 11 pkt Klemen Čebulj 11 pkt Jan Kozamernik 9 pkt Jakub Kochanowski 6 pkt Fabian Drzyzga 3 pkt Paweł Zatorski (L) Zmiany: Jakub Bucki 0 pkt Rafał Buszek 0 pkt | statystyki                | Wyjściowe ustawienie: 12 pkt Torey DeFalco 12 pkt Karol Butryn 9 pkt Robbert Andringa 5 pkt Szymon Jakubiszak 4 pkt Mateusz Poręba 1 pkt Jan Firlej (L) Jędrzej Gruszczyński | Sędzia I: Paweł Ignatowicz Sędzia II: Sławomir Gołąbek Komisarz: Waldemar Kobienia Widzów: 1500 MVP: Paweł Zatorski |  |

| 08.01.2022 | Indykpol AZS Olsztyn | 1:3 (23:25, 25:21, 26:28, 26:28) | PGE Skra Bełchatów | Hala SW, Iława                                                                                                 |  |
| 14:45      | Wyjściowe ustawienie: Karol Butryn 20 pkt Torey DeFalco 19 pkt Szymon Jakubiszak 9 pkt Mateusz Poręba 9 pkt Robbert Andringa 5 pkt Jan Firlej 2 pkt Jędrzej Gruszczyński (L) Zmiany: Jan Król 0 pkt | statystyki                       | Wyjściowe ustawienie: 17 pkt Dick Kooy 17 pkt Aleksandar Atanasijević 16 pkt Milad Ebadipur 11 pkt Karol Kłos 8 pkt Mateusz Bieniek 1 pkt Grzegorz Łomacz (L) Kacper Piechocki Zmiany: 4 pkt Robert Täht 1 pkt Damian Schulz 0 pkt Mikołaj Sawicki 0 pkt Mihajlo Mitić | Sędzia I: Marcin Herbik Sędzia II: Tomasz Janik Komisarz: Monika Gorszyniecka Widzów: 1200 MVP: Milad Ebadipur |  |

| 15.01.2022 | Indykpol AZS Olsztyn | 3:2 (25:23, 23:25, 25:23, 25:27, 15:12) | Ślepsk Malow Suwałki | Hala SW, Iława |  |
| 14:45      | Wyjściowe ustawienie: Karol Butryn 28 pkt Torey DeFalco 27 pkt Dawid Siwczyk 14 pkt Wiktor Janiszewski 7 pkt Szymon Jakubiszak 3 pkt Karol Jankiewicz 2 pkt Jędrzej Gruszczyński (L) Zmiany: Jan Król 0 pkt Jakub Ciunajtis 0 pkt | statystyki                              | Wyjściowe ustawienie: 31 pkt Bartłomiej Bołądź 20 pkt Kévin Klinkenberg 13 pkt Andreas Takvam 9 pkt Cezary Sapiński 8 pkt Adrian Buchowski 3 pkt Joshua Tuaniga (L) Mateusz Czunkiewicz Zmiany: 0 pkt Mateusz Laskowski 0 pkt Piotr Łukasik 0 pkt Łukasz Rudzewicz 0 pkt Przemysław Smoliński | Sędzia I: Maciej Twardowski Sędzia II: Magdalena Niewiarowska Komisarz: Maciej Kwiatkowski Widzów: 1010 MVP: Karol Butryn |  |

| 23.01.2022 | Aluron CMC Warta Zawiercie | 3:2 (25:19, 21:25, 25:20, 17:25, 16:14) | Indykpol AZS Olsztyn | Hala OSiR II, Zawiercie                                                                                  |  |
| 14:45      | Wyjściowe ustawienie: Dawid Konarski 22 pkt Uroš Kovačević 18 pkt Facundo Conte 11 pkt Miłosz Zniszczoł 6 pkt Patryk Niemiec 6 pkt Maximiliano Cavanna 2 pkt Michał Żurek (L) Zmiany: Piotr Orczyk 8 pkt Wiktor Rajsner 2 pkt Mateusz Malinowski 0 pkt | statystyki                              | Wyjściowe ustawienie: 29 pkt Torey DeFalco 14 pkt Karol Butryn 10 pkt Mateusz Poręba 8 pkt Szymon Jakubiszak 5 pkt Robbert Andringa 4 pkt Jan Firlej (L) Jędrzej Gruszczyński Zmiany: 1 pkt Jan Król 0 pkt Karol Jankiewicz 0 pkt Dawid Siwczyk 0 pkt Wiktor Janiszewski | Sędzia I: Tomasz Janik Sędzia II: Marcin Herbik Komisarz: Konrad Pakosz Widzów: 1443 MVP: Dawid Konarski |  |

| 30.01.2022 | Indykpol AZS Olsztyn | 3:2 (26:24, 26:28, 16:25, 25:17, 15:12) | GKS Katowice | Hala SW, Iława |  |
| 14:45      | Wyjściowe ustawienie: Torey DeFalco 25 pkt Karol Butryn 20 pkt Taylor Averill 10 pkt Mateusz Poręba 10 pkt Robbert Andringa 9 pkt Jan Firlej 2 pkt Jędrzej Gruszczyński (L) Zmiany: Redi Bakiri 2 pkt Jan Król 0 pkt Dawid Siwczyk 0 pkt Szymon Jakubiszak 0 pkt Jakub Ciunajtis (L) | statystyki                              | Wyjściowe ustawienie: 18 pkt Gonzalo Quiroga 17 pkt Tomas Rousseaux 13 pkt Piotr Hain 7 pkt Jakub Jarosz 0 pkt Marcin Kania 0 pkt Micah Maʻa (L) Bartosz Mariański Zmiany: 8 pkt Jakub Lewandowski 7 pkt Damian Domagała 2 pkt Jakub Szymański 0 pkt Kamil Drzazga 0 pkt Damian Kogut | Sędzia I: Szymon Pindral Sędzia II: Magdalena Niewiarowska Komisarz: Witold Murczkiewicz Widzów: 920 MVP: Jan Firlej |  |

| 07.02.2022 | Indykpol AZS Olsztyn | 3:0 (25:20, 25:14, 25:17) | LUK Lublin | Hala SW, Iława                                                                                               |  |
| 17:30      | Wyjściowe ustawienie: Torey DeFalco 23 pkt Karol Butryn 11 pkt Robbert Andringa 8 pkt Mateusz Poręba 5 pkt Jan Firlej 3 pkt Taylor Averill 0 pkt Jędrzej Gruszczyński (L) Zmiany: Szymon Jakubiszak 7 pkt | statystyki                | Wyjściowe ustawienie: 12 pkt Bartosz Filipiak 10 pkt Jan Nowakowski 8 pkt Wojciech Włodarczyk 1 pkt Konrad Stajer 0 pkt Jakub Wachnik 0 pkt Grzegorz Pająk (L) Dustin Watten Zmiany: 1 pkt Mateusz Jóźwik 0 pkt Szymon Romać 0 pkt Wojciech Sobala 0 pkt Igor Gniecki (L) Szymon Gregorowicz | Sędzia I: Marek Heyducki Sędzia II: Piotr Skowroński Komisarz: Grzegorz Szewczyk Widzów: 810 MVP: Jan Firlej |  |

| 12.02.2022 | Cuprum Lubin | 0:3 (18:25, 16:25, 16:25) | Indykpol AZS Olsztyn | Hala RCS, Lubin                                                                                      |  |
| 18:00      | Wyjściowe ustawienie: Marcin Waliński 9 pkt Paweł Pietraszko 3 pkt Remigiusz Kapica 3 pkt Florian Krage 1 pkt Michał Gierżot 1 pkt Masahiro Sekita 0 pkt Kamil Szymura (L) Zmiany: Grzegorz Bociek 10 pkt Wojciech Ferens 4 pkt Dawid Gunia 2 pkt Przemysław Stępień 2 pkt Kamil Maruszczyk 1 pkt Maciej Sas (L) | statystyki                | Wyjściowe ustawienie: 18 pkt Torey DeFalco 14 pkt Karol Butryn 10 pkt Mateusz Poręba 8 pkt Szymon Jakubiszak 6 pkt Robbert Andringa 5 pkt Jan Firlej (L) Jędrzej Gruszczyński Zmiany: 0 pkt Dawid Siwczyk | Sędzia I: Marcin Weiner Sędzia II: Piotr Król Komisarz: Marek Kwieciński Widzów: 559 MVP: Jan Firlej |  |

| 21.02.2022 | Indykpol AZS Olsztyn | 3:0 (25:22, 25:23, 25:16) | Cerrad Enea Czarni Radom | Hala SW, Iława                                                                                             |  |
| 17:30      | Wyjściowe ustawienie: Torey DeFalco 14 pkt Karol Butryn 14 pkt Mateusz Poręba 7 pkt Robbert Andringa 4 pkt Taylor Averill 4 pkt Jan Firlej 1 pkt Jędrzej Gruszczyński (L) Zmiany: Redi Bakiri 1 pkt Dawid Siwczyk 0 pkt Szymon Jakubiszak 0 pkt | statystyki                | Wyjściowe ustawienie: 11 pkt Bartosz Firszt 8 pkt Daniel Gąsior 6 pkt Paweł Rusin 6 pkt Sebastian Warda 5 pkt Bartłomiej Lemański 3 pkt Michał Kędzierski (L) Mateusz Masłowski Zmiany: 2 pkt Rafał Faryna 0 pkt Aleksandr Woropajew 0 pkt José Ademar Santana | Sędzia I: Mateusz Broński Sędzia II: Zbigniew Wolski Komisarz: Paweł Kuciński Widzów: 1200 MVP: Jan Firlej |  |

| 07.03.2022 | PSG Stal Nysa | 3:1 (23:25, 25:21, 25:21, 25:16) | Indykpol AZS Olsztyn | Hala Nysa, Nysa |  |
| 17:30      | Wyjściowe ustawienie: Zouheir El Graoui 23 pkt Wassim Ben Tara 19 pkt Bartosz Bućko 12 pkt Moustapha M’Baye 9 pkt Maciej Zajder 5 pkt Marcin Komenda 2 pkt Kamil Dembiec (L) Zmiany: Patryk Szwaradzki 0 pkt Kamil Dębski 0 pkt | statystyki                       | Wyjściowe ustawienie: 15 pkt Torey DeFalco 11 pkt Karol Butryn 10 pkt Mateusz Poręba 8 pkt Taylor Averill 7 pkt Robbert Andringa 4 pkt Jan Firlej (L) Jędrzej Gruszczyński Zmiany: 1 pkt Redi Bakiri 0 pkt Jan Król 0 pkt Szymon Jakubiszak | Sędzia I: Maciej Maciejewski Sędzia II: Jarosław Makowski Komisarz: Robert Malicki Widzów: 1200 MVP: Zouheir El Graoui |  |

| 12.03.2022 | Jastrzębski Węgiel | 3:1 (25:21, 22:25, 25:20, 25:23) | Indykpol AZS Olsztyn | Hala widowiskowo-sportowa, Jastrzębie-Zdrój                                                           |  |
| 14:45      | Wyjściowe ustawienie: Jan Hadrava 26 pkt Tomasz Fornal 19 pkt Rafał Szymura 10 pkt Łukasz Wiśniewski 6 pkt Jakub Macyra 5 pkt Benjamin Toniutti 0 pkt Jakub Popiwczak (L) Zmiany: Trévor Clévenot 2 pkt Stéphen Boyer 1 pkt Eemi Tervaportti 0 pkt | statystyki                       | Wyjściowe ustawienie: 31 pkt Karol Butryn 7 pkt Robbert Andringa 5 pkt Mateusz Poręba 4 pkt Torey DeFalco 1 pkt Karol Jankiewicz 1 pkt Taylor Averill (L) Jędrzej Gruszczyński Zmiany: 10 pkt Szymon Jakubiszak 4 pkt Redi Bakiri 2 pkt Wiktor Janiszewski 0 pkt Jan Król 0 pkt Dawid Siwczyk | Sędzia I: Marek Budzik Sędzia II: Marcin Weiner Komisarz: Konrad Pakosz Widzów: 1511 MVP: Jan Hadrava |  |

| 16.03.2022 | Indykpol AZS Olsztyn | 3:1 (23:25, 25:22, 25:22, 25:20) | Trefl Gdańsk | Hala SW, Iława |  |
| 17:30      | Wyjściowe ustawienie: Torey DeFalco 26 pkt Karol Butryn 18 pkt Taylor Averill 8 pkt Mateusz Poręba 7 pkt Robbert Andringa 6 pkt Jan Firlej 1 pkt Jędrzej Gruszczyński (L) Zmiany: Karol Jankiewicz 0 pkt Dawid Siwczyk 0 pkt Szymon Jakubiszak 0 pkt | statystyki                       | Wyjściowe ustawienie: 15 pkt Kewin Sasak 13 pkt Bartłomiej Lipiński 12 pkt Dmytro Paszycki 10 pkt Karol Urbanowicz 7 pkt Moritz Reichert 1 pkt Lukas Kampa (L) Maciej Olenderek Zmiany: 3 pkt Mariusz Wlazły 3 pkt Patryk Łaba 1 pkt Bartłomiej Mordyl 0 pkt Łukasz Kozub 0 pkt Mateusz Mika (L) Dawid Pruszkowski | Sędzia I: Jarosław Makowski Sędzia II: Piotr Skowroński Komisarz: Andrzej Wołkowycki Widzów: 1200 MVP: Torey DeFalco |  |

| 20.03.2022 | Indykpol AZS Olsztyn | 0:3 (28:30, 18:25, 20:25) | Grupa Azoty ZAKSA Kędzierzyn-Koźle | Hala SW, Iława                                                                                           |  |
| 14:45      | Wyjściowe ustawienie: Torey DeFalco 16 pkt Karol Butryn 14 pkt Taylor Averill 6 pkt Mateusz Poręba 5 pkt Robbert Andringa 4 pkt Jan Firlej 0 pkt Jędrzej Gruszczyński (L) Zmiany: Karol Jankiewicz 0 pkt Dawid Siwczyk 0 pkt Szymon Jakubiszak 0 pkt | statystyki                | Wyjściowe ustawienie: 20 pkt Norbert Huber 13 pkt Kamil Semeniuk 11 pkt Łukasz Kaczmarek 8 pkt Krzysztof Rejno 7 pkt Aleksander Śliwka 0 pkt Marcin Janusz (L) Erik Shoji Zmiany: 0 pkt Adrian Staszewski | Sędzia I: Tomasz Janik Sędzia II: Marcin Herbik Komisarz: Andrzej Miciul Widzów: 1200 MVP: Norbert Huber |  |

| 28.03.2022 | Indykpol AZS Olsztyn | 3:0 (25:19, 25:21, 25:20) | Projekt Warszawa | Hala SW, Iława                                                                                                 |  |
| 17:30      | Wyjściowe ustawienie: Torey DeFalco 19 pkt Karol Butryn 15 pkt Taylor Averill 10 pkt Robbert Andringa 8 pkt Mateusz Poręba 5 pkt Jan Firlej 2 pkt Jędrzej Gruszczyński (L) Zmiany: Szymon Jakubiszak 1 pkt Dawid Siwczyk 0 pkt | statystyki                | Wyjściowe ustawienie: 10 pkt Bartosz Kwolek 8 pkt Dušan Petković 7 pkt Andrzej Wrona 7 pkt Igor Grobelny 2 pkt Piotr Nowakowski 0 pkt Ángel Trinidad de Haro (L) Damian Wojtaszek Zmiany: 2 pkt Jay Blankenau 1 pkt Michał Superlak 0 pkt Jakub Kowalczyk | Sędzia I: Sławomir Gołąbek Sędzia II: Marcin Myszkowski Komisarz: Dariusz Parkitny Widzów: 950 MVP: Jan Firlej |  |

| 03.04.2022 | Trefl Gdańsk | 3:0 (25:20, 25:20, 25:20) | Indykpol AZS Olsztyn | Ergo Arena, Gdańsk |  |
| 17:30      | Wyjściowe ustawienie: Bartłomiej Lipiński 16 pkt Kewin Sasak 15 pkt Bartłomiej Mordyl 7 pkt Mateusz Mika 6 pkt Dmytro Paszycki 6 pkt Łukasz Kozub 3 pkt Dawid Pruszkowski (L) Maciej Olenderek (L) Zmiany: Moritz Reichert 1 pkt Patryk Łaba 1 pkt | statystyki                | Wyjściowe ustawienie: 12 pkt Torey DeFalco 10 pkt Dawid Siwczyk 6 pkt Szymon Jakubiszak 3 pkt Karol Butryn 1 pkt Jan Firlej 1 pkt Robbert Andringa (L) Jędrzej Gruszczyński Zmiany: 6 pkt Jan Król 4 pkt Redi Bakiri 0 pkt Karol Jankiewicz 0 pkt Mateusz Poręba (L) Jakub Ciunajtis | Sędzia I: Maciej Maciejewski Sędzia II: Jarosław Makowski Komisarz: Monika Gorszyniecka Widzów: 3800 MVP: Łukasz Kozub |  |

### Faza playoff

#### Ćwierćfinał (do 2 zwycięstw)
| 03.04.2022 | PGE Skra Bełchatów | 1:3 (25:19, 24:26, 26:28, 14:25) | Indykpol AZS Olsztyn | Hala Energia, Bełchatów                                                                             |  |
| 17:30      | Wyjściowe ustawienie: Aleksandar Atanasijević 19 pkt Mateusz Bieniek 13 pkt Milad Ebadipur 12 pkt Dick Kooy 10 pkt Karol Kłos 9 pkt Grzegorz Łomacz 1 pkt Kacper Piechocki (L) Zmiany: Mikołaj Sawicki 1 pkt Damian Schulz 0 pkt Robert Täht 0 pkt | statystyki                       | Wyjściowe ustawienie: 31 pkt Karol Butryn 18 pkt Torey DeFalco 10 pkt Taylor Averill 9 pkt Mateusz Poręba 3 pkt Jan Firlej 2 pkt Robbert Andringa (L) Jędrzej Gruszczyński Zmiany: 0 pkt Jan Król 0 pkt Dawid Siwczyk 0 pkt Szymon Jakubiszak | Sędzia I: Piotr Król Sędzia II: Marcin Weiner Komisarz: Robert Malicki Widzów: 1249 MVP: Jan Firlej |  |

| 15.04.2022 | Indykpol AZS Olsztyn | 0:3 (21:25, 13:25, 23:25) | PGE Skra Bełchatów | Hala SW, Iława |  |
| 17:30      | Wyjściowe ustawienie: Karol Butryn 13 pkt Torey DeFalco 10 pkt Robbert Andringa 4 pkt Taylor Averill 4 pkt Mateusz Poręba 3 pkt Jan Firlej 1 pkt Jędrzej Gruszczyński (L) Zmiany: Szymon Jakubiszak 1 pkt Jan Król 0 pkt Dawid Siwczyk 0 pkt Redi Bakiri 0 pkt Jakub Ciunajtis (L) | statystyki                | Wyjściowe ustawienie: 16 pkt Aleksandar Atanasijević 13 pkt Mateusz Bieniek 11 pkt Dick Kooy 8 pkt Karol Kłos 5 pkt Milad Ebadipur 0 pkt Grzegorz Łomacz (L) Kacper Piechocki Zmiany: 0 pkt Mikołaj Sawicki 0 pkt Damian Schulz | Sędzia I: Tomasz Janik Sędzia II: Szymon Pindral Komisarz: Monika Gorszyniecka Widzów: 1200 MVP: Aleksandar Atanasijević |  |

| 19.04.2022 | PGE Skra Bełchatów | 3:2 (29:27, 23:25, 25:19, 22:25, 15:13) | Indykpol AZS Olsztyn | Hala Energia, Bełchatów                                                                                                   |  |
| 17:30      | Wyjściowe ustawienie: Aleksandar Atanasijević 28 pkt Milad Ebadipur 14 pkt Mateusz Bieniek 14 pkt Karol Kłos 7 pkt Dick Kooy 4 pkt Grzegorz Łomacz 0 pkt Kacper Piechocki (L) Zmiany: Robert Täht 13 pkt Mikołaj Sawicki 0 pkt Damian Schulz 0 pkt Sebastian Adamczyk 0 pkt Mihajlo Mitić 0 pkt | statystyki                              | Wyjściowe ustawienie: 23 pkt Karol Butryn 22 pkt Torey DeFalco 12 pkt Mateusz Poręba 11 pkt Robbert Andringa 8 pkt Taylor Averill 5 pkt Jan Firlej (L) Jędrzej Gruszczyński Zmiany: 0 pkt Jan Król 0 pkt Dawid Siwczyk 0 pkt Szymon Jakubiszak | Sędzia I: Wojciech Maroszek Sędzia II: Marek Lagierski Komisarz: Robert Grzanka Widzów: 1029 MVP: Aleksandar Atanasijević |  |

#### Mecze o 5. miejsce (dwumecz)
| 24.04.2022 | Indykpol AZS Olsztyn | 1:3 (21:25, 25:20, 16:25, 23:25) | Asseco Resovia Rzeszów | Hala SW, Iława |  |
| 14:45      | Wyjściowe ustawienie: Torey DeFalco 19 pkt Karol Butryn 18 pkt Robbert Andringa 7 pkt Mateusz Poręba 7 pkt Taylor Averill 1 pkt Jan Firlej 0 pkt Jędrzej Gruszczyński (L) Zmiany: Szymon Jakubiszak 6 pkt Karol Jankiewicz 2 pkt Jan Król 0 pkt Dawid Siwczyk 0 pkt | statystyki                       | Wyjściowe ustawienie: 24 pkt Klemen Čebulj 12 pkt Nicolas Szerszeń 9 pkt Timo Tammemaa 7 pkt Maciej Muzaj 7 pkt Jan Kozamernik 0 pkt Fabian Drzyzga (L) Michał Potera Zmiany: 7 pkt Jakub Bucki 0 pkt Paweł Woicki | Sędzia I: Maciej Maciejewski Sędzia II: Piotr Skowroński Komisarz: Bogusław Pachniewicz Widzów: 1020 MVP: Klemen Čebulj |  |

| 27.04.2022 | Asseco Resovia Rzeszów | 1:3 (23:25, 22:25, 25:19, 19:25) | Indykpol AZS Olsztyn | Hala Podpromie, Rzeszów                                                                                          |  |
| 17:30      | Wyjściowe ustawienie: Maciej Muzaj 18 pkt Jan Kozamernik 11 pkt Timo Tammemaa 11 pkt Klemen Čebulj 10 pkt Nicolas Szerszeń 6 pkt Fabian Drzyzga 4 pkt Michał Potera (L) Zmiany: Rafał Buszek 2 pkt Jakub Bucki 0 pkt Paweł Woicki 0 pkt Paweł Zatorski (L) | statystyki                       | Wyjściowe ustawienie: 22 pkt Torey DeFalco 17 pkt Karol Butryn 10 pkt Robbert Andringa 7 pkt Taylor Averill 5 pkt Mateusz Poręba 4 pkt Jan Firlej (L) Jakub Ciunajtis Zmiany: 2 pkt Szymon Jakubiszak 0 pkt Jan Król 0 pkt Dawid Siwczyk | Sędzia I: Marek Lagierski Sędzia II: Wojciech Maroszek Komisarz: Albert Semeniuk Widzów: 1100 MVP: Torey DeFalco |  |

| 27.04.2022 | Asseco Resovia Rzeszów | złoty set: 15:12 | Indykpol AZS Olsztyn | Hala Podpromie, Rzeszów                                                                       |  |
|            | Wyjściowe ustawienie: Maciej Muzaj 5 pkt Jan Kozamernik 3 pkt Klemen Čebulj 1 pkt Timo Tammemaa 1 pkt Fabian Drzyzga 0 pkt Rafał Buszek 0 pkt Paweł Zatorski (L) | statystyki       | Wyjściowe ustawienie: 3 pkt Karol Butryn 2 pkt Torey DeFalco 2 pkt Taylor Averill 0 pkt Jan Firlej 0 pkt Robbert Andringa 0 pkt Szymon Jakubiszak (L) Jakub Ciunajtis Zmiany: 0 pkt Mateusz Poręba | Sędzia I: Marek Lagierski Sędzia II: Wojciech Maroszek Komisarz: Albert Semeniuk Widzów: 1100 |  |

## Mecze w Pucharze Polski

### 1/16 finału
| 20.12.2021 | SMS PZPS Spała | 0:3 (20:25, 25:27, 11:25) | Indykpol AZS Olsztyn | Halas COS, Spała                                                                                            |  |
| 17:00      | Wyjściowe ustawienie: Kacper Ratajewski 12 pkt Piotr Śliwka 8 pkt Sergiusz Serafin 3 pkt Kamil Szymendera 2 pkt Mateusz Nowak 2 pkt Jakub Majchrzak 1 pkt Kuba Hawryluk (L) Zmiany: Jakub Olszewski 4 pkt Mateusz Kufka 1 pkt Przemysław Peryt 1 pkt Igor Zawadzki 1 pkt Kacper Pakos 0 pkt Maksym Kędzierski (L) | statystyki                | Wyjściowe ustawienie: 10 pkt Jan Król 9 pkt Robbert Andringa 9 pkt Mateusz Poręba 8 pkt Szymon Jakubiszak 7 pkt Wiktor Janiszewski 2 pkt Jan Firlej (L) Jakub Ciunajtis Zmiany: 6 pkt Dawid Siwczyk 2 pkt Jędrzej Gruszczyński 0 pkt Karol Jankiewicz | Sędzia I: Leszek Papież Sędzia II: Tomasz Janik Komisarz: Andrzej Urbański Widzów: 30 MVP: Robbert Andringa |  |

### 1/8 finału
| 19.01.2022 | Grupa Azoty ZAKSA Kędzierzyn-Koźle | 3:1 (25:20, 25:15, 23:25, 25:18) | Indykpol AZS Olsztyn | Hala Azoty, Rzeszów                                                                                                  |  |
| 20:30      | Wyjściowe ustawienie: Łukasz Kaczmarek 22 pkt Aleksander Śliwka 17 pkt Wojciech Żaliński 14 pkt Krzysztof Rejno 8 pkt David Smith 7 pkt Grzegorz Jacznik 1 pkt Zmiany: Adrian Staszewski 2 pkt Tomasz Kalembka 0 pkt Ernest Kaciczak 0 pkt | statystyki                       | Wyjściowe ustawienie: 21 pkt Torey DeFalco 18 pkt Karol Butryn 7 pkt Szymon Jakubiszak 4 pkt Dawid Siwczyk 4 pkt Wiktor Janiszewski 0 pkt Karol Jankiewicz (L) Jędrzej Gruszczyński Zmiany: 0 pkt Jan Król 0 pkt Robbert Andringa 0 pkt Jakub Ciunajtis | Sędzia I: Marek Krupski Sędzia II: Marek Lagierski Komisarz: Jarosław Stancelewski Widzów: 300 MVP: Łukasz Kaczmarek |  |